# Checker Records
Checker Records fue una compañía discográfica estadounidense creado en el 1952 como filial del sello Chess Records. Dejó de editar discos en 1971.
Entre sus artistas más importantes se encuentra Aretha Franklin, J. B. Lenoir, Arthur Crudup, Little Walter, Sonny Boy Williamson II, Tammi Terrell, y Bo Diddley.

## Historia
Debido a la reciente expansión de Chess Records, los hermanos Chess abrieron una filial llamada Checker Records. El primer single 45/78 rpm editado por el sello fue "Slow Caboose" y "Darling, Let's Give Love a Chance" por Sax Mallard y su orquesta, que fue lanzado como verificador de 750 en abril de 1952.
El artista más popular de la etiqueta, en los primeros años del sello, fue Little Walter, que tenía diez canciones lanzadas por Checker y que también hizo el Top Ten de Billboard Top Rhythm revista y gráficos de discos de blues. Entre los diez primeros estaba "Juke", que encabezó las listas y fue incluido en el Salón de la Fama del Grammy en 2008.
Checker lanzó varios singles de artistas de blues bien establecidos, tales como Elmore James, Arthur "Big Boy" Crudup (acreditado como Lee Perry Crudup), y Memphis Minnie; ninguno de los cuales se vendieron bien. Un artista que desarrolló un éxito en Checker fue Sonny Boy Williamson II, que trazó con "No Start Me Talkin'" llegando al tercer puesto del ranking en 1955, "Keep it to Yourself" (# 14) en 1956, y "Help Me "(# 24) en 1963.
El 2 de marzo de 1955, los hermanos Chess grabaron su primera pieza, «Bo Diddley». A partir de esta sesión fue autotitulado debut de Bo Diddley solo en Checker, que encabezó las listas de R&B y fue incluido en el Salón de la Fama del Grammy en 1998. Otro de los sencillos Checker Bo Diddley, "Who Do You Love?", fue instalado en 2010. En 1957, Checker lanzó con Dale Hawkins el crossover hit "Susie Q", a pesar de que no pudo repetir el éxito del sencillo.
En 1958, lanzó su primer Checker 12 33 ⅓ RPM disco LP, Lo mejor de Little Walter, que fue lanzado como Checker LP-1428.